# Гнєздилово (село, Калузька область)
Гнєздилово (рос. Гнездилово) — село в Спас-Деменському районі Калузької області Російської Федерації.
Населення становить 4 особи. Входить до складу муніципального утворення Село Павлиново.

## Історія
Від 2004 року входить до складу муніципального утворення Село Павлиново

## Населення
| 2002 | 2007 | 2010 |
| ---- | ---- | ---- |
| 8    | →8   | ↘4   |